# 石山古墳
石山古墳（いしやまこふん）は、三重県伊賀市才良にある前方後円墳。1948年 - 1951年（昭和23年 - 昭和26年）に、京都大学考古学研究室の小林行雄らによって学術的な発掘調査が行なわれた。4世紀後半の古墳として代表的なものである。

## 墳丘規模と埴輪
洪積丘陵の一端を利用して造られた前方後円墳で、葺石の顕著なことから石山の名ができたといわれる。墳丘は全長120m、後円部径70m、前方部幅40mある。円筒埴輪列は3段に巡るが、さらに後円頂部の内側に長方形の円筒列を設け、またさらにその内側に、家、盾、蓋、靫などの形象埴輪がたてられていた。またクビレ部の墳丘外側にも長方形も円筒列があって、そこに多数の家型埴輪が置かれていた。

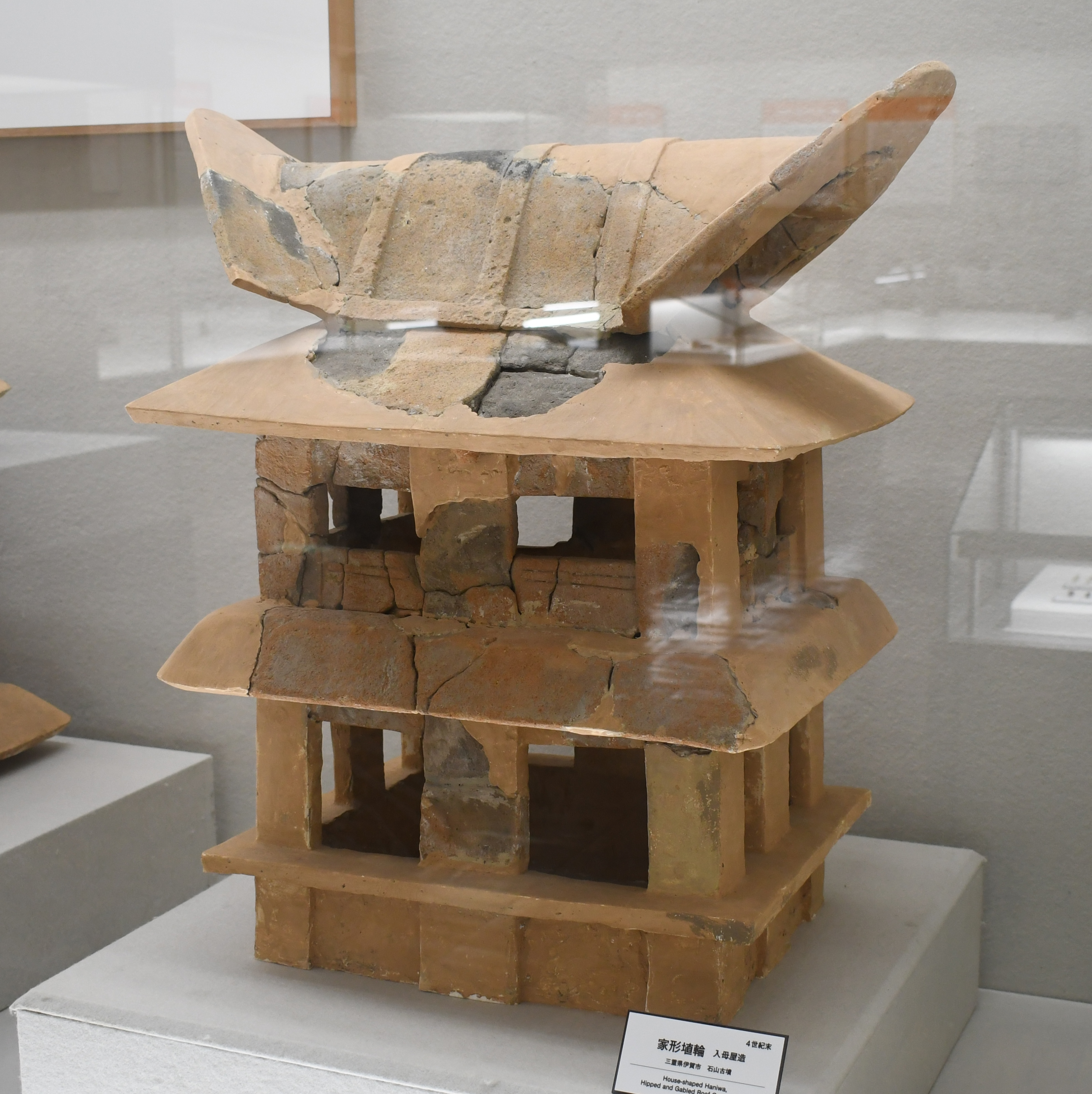
家形埴輪 入母屋造 京都大学総合博物館展示（他画像も同様）。
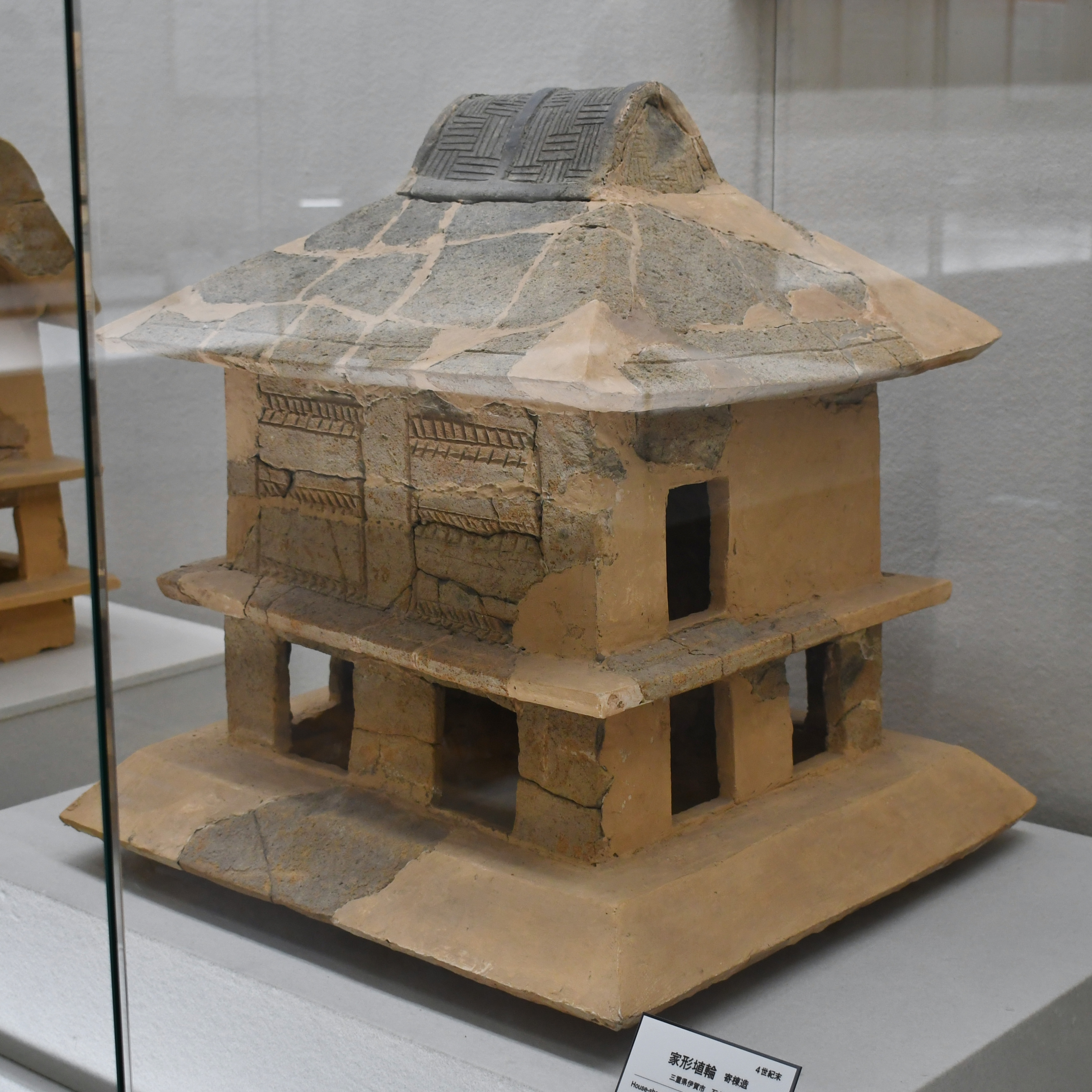
家形埴輪 寄棟造
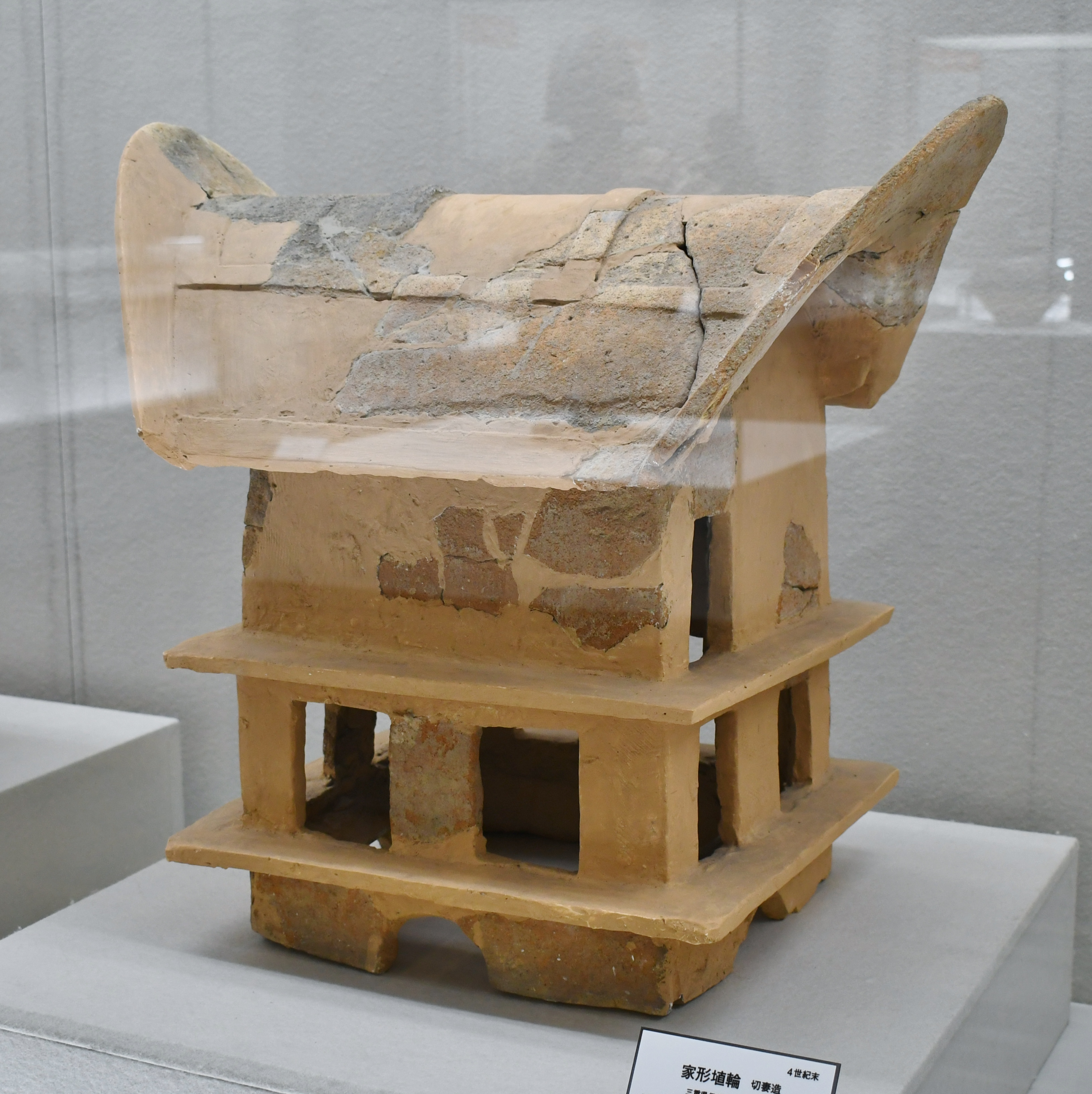
家形埴輪 切妻造
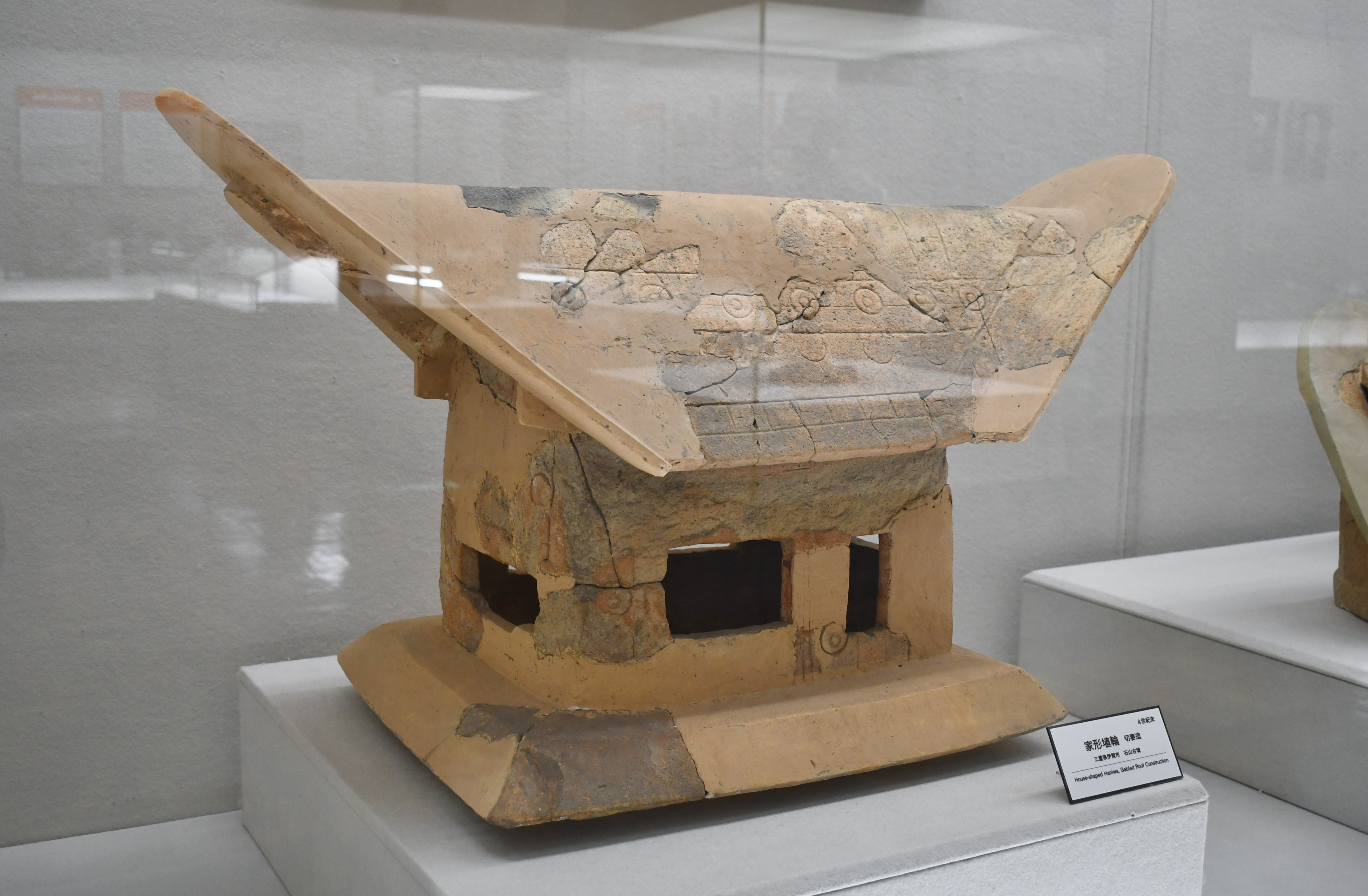
家形埴輪 切妻造
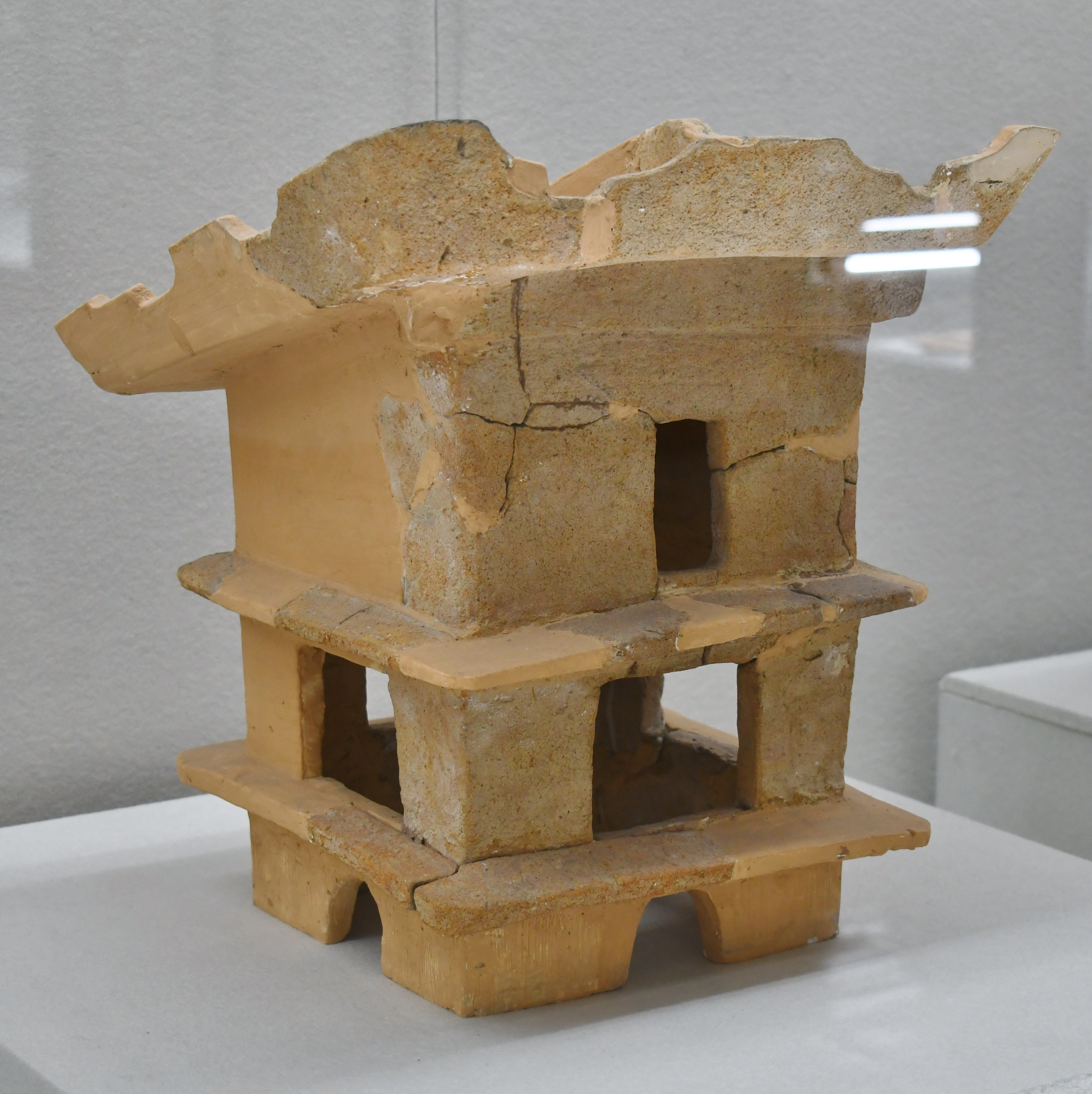
家形埴輪 片流造
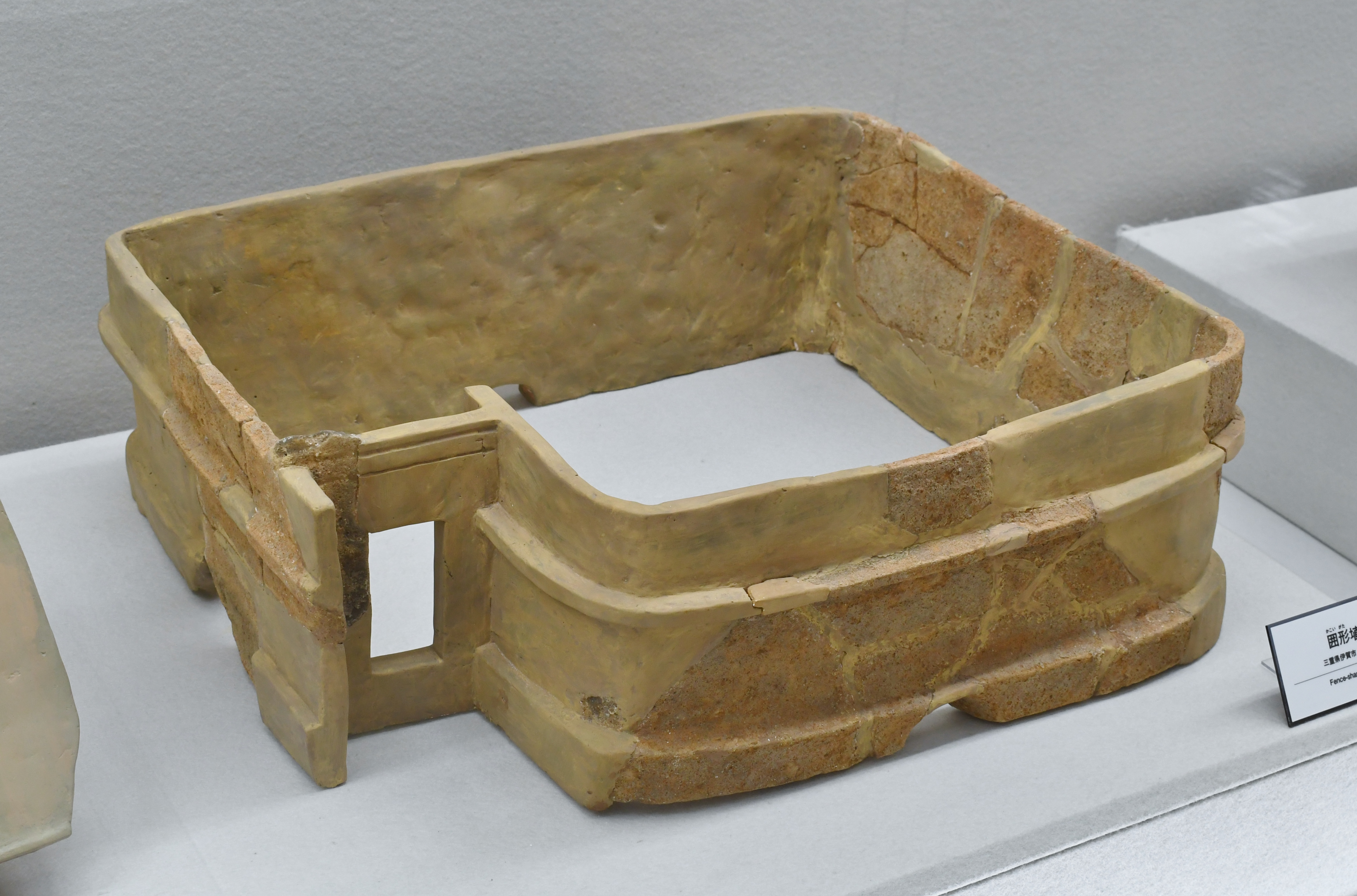
囲形埴輪
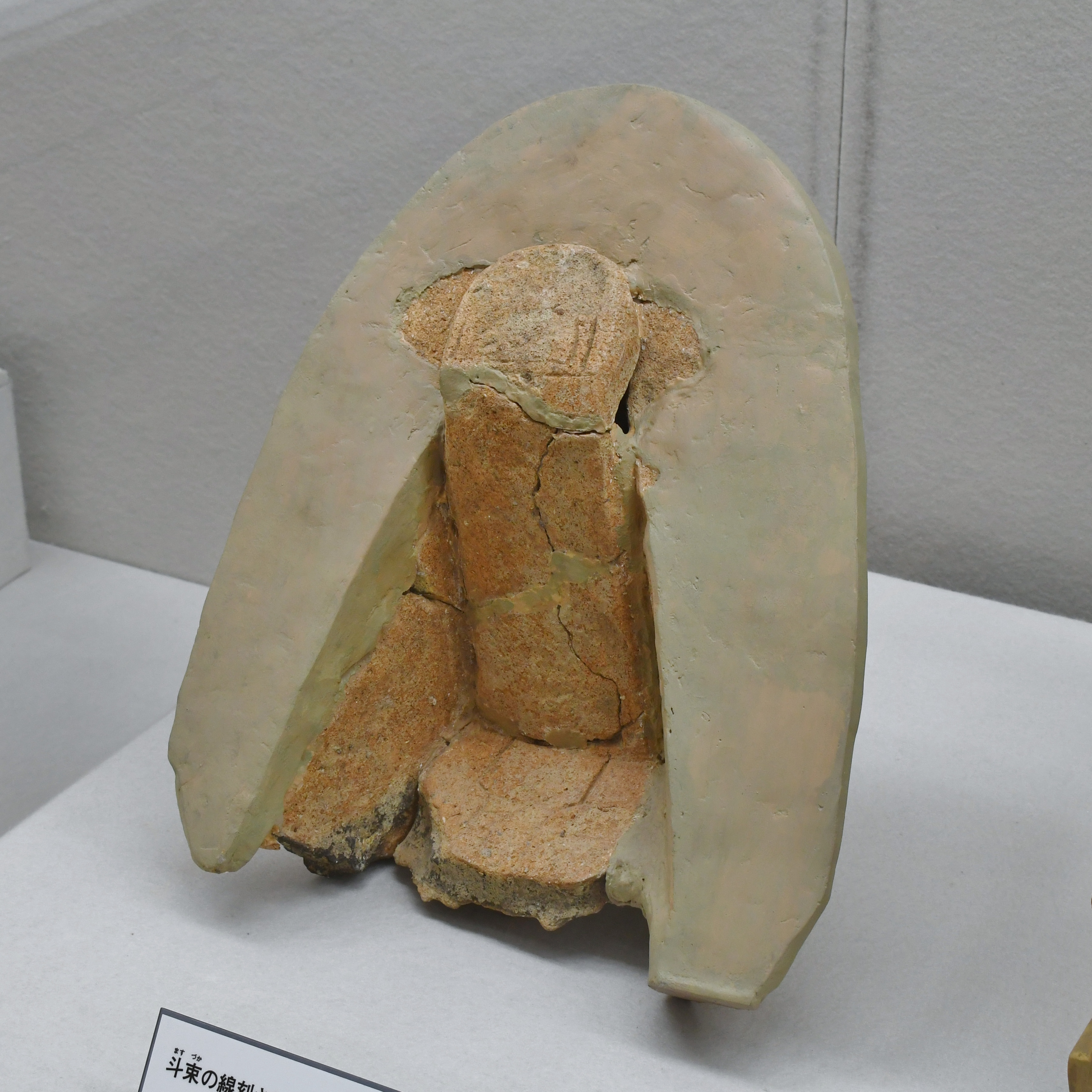
斗束の線刻された家形埴輪
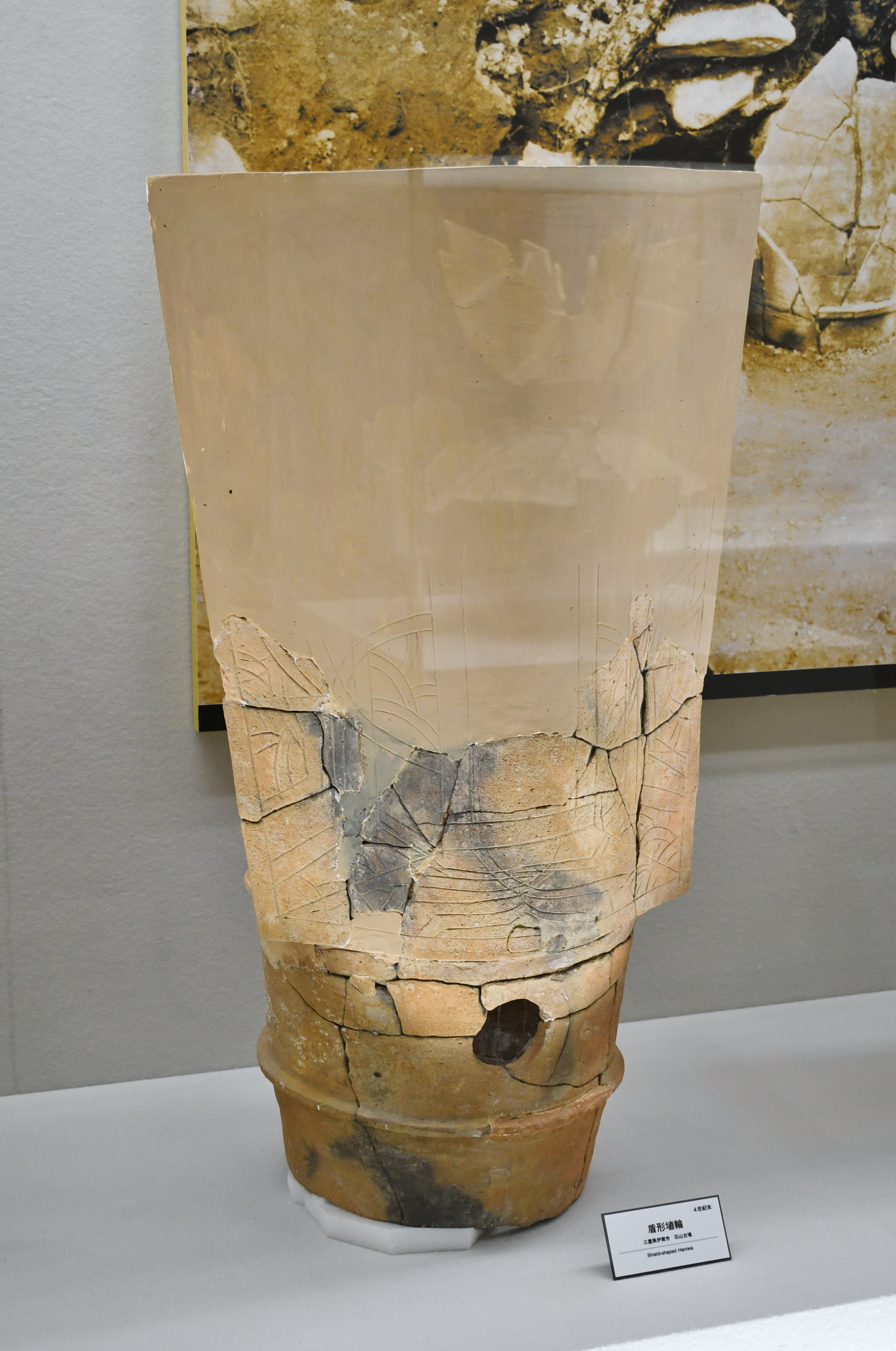
盾形埴輪
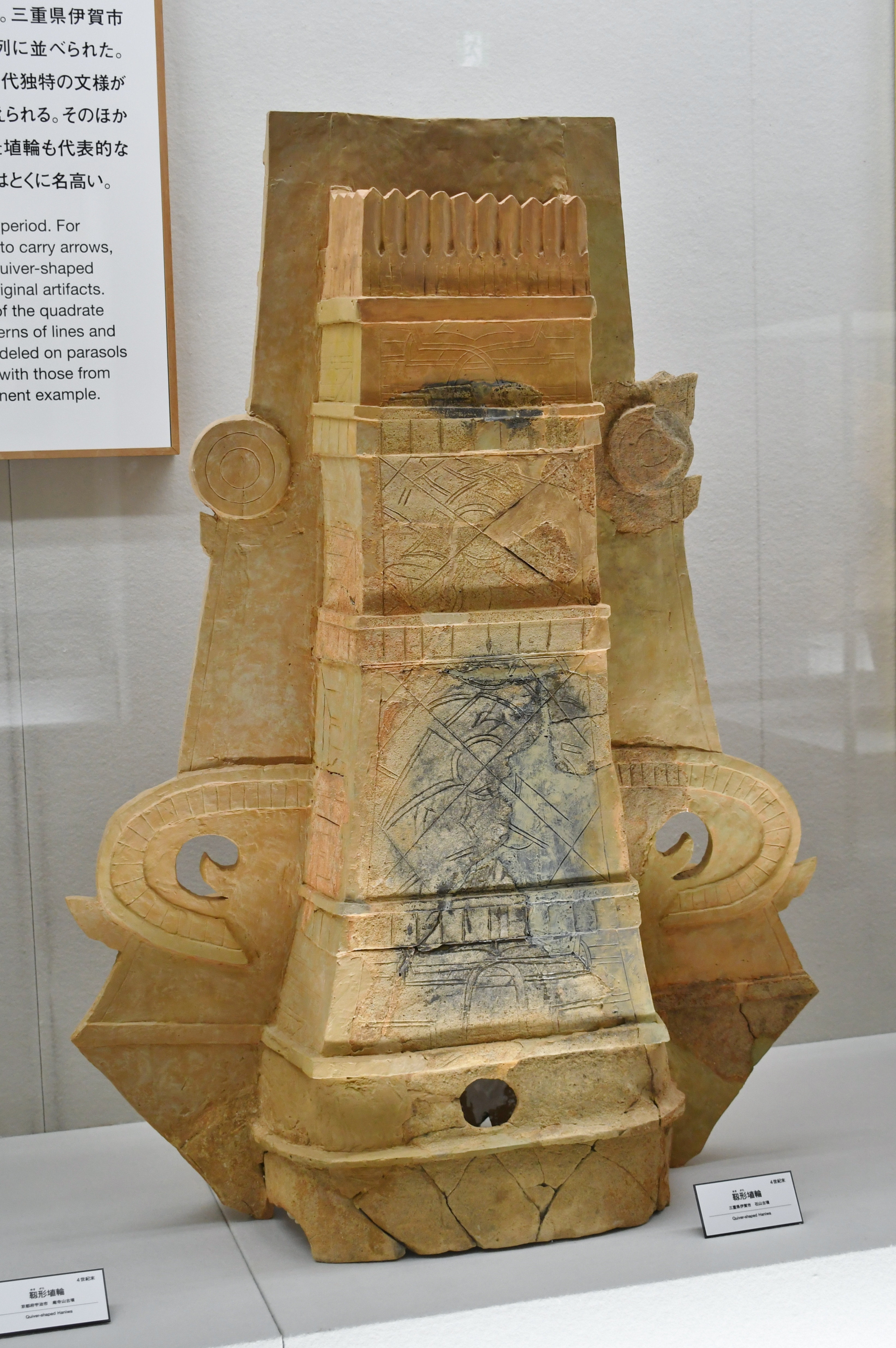
靫形埴輪
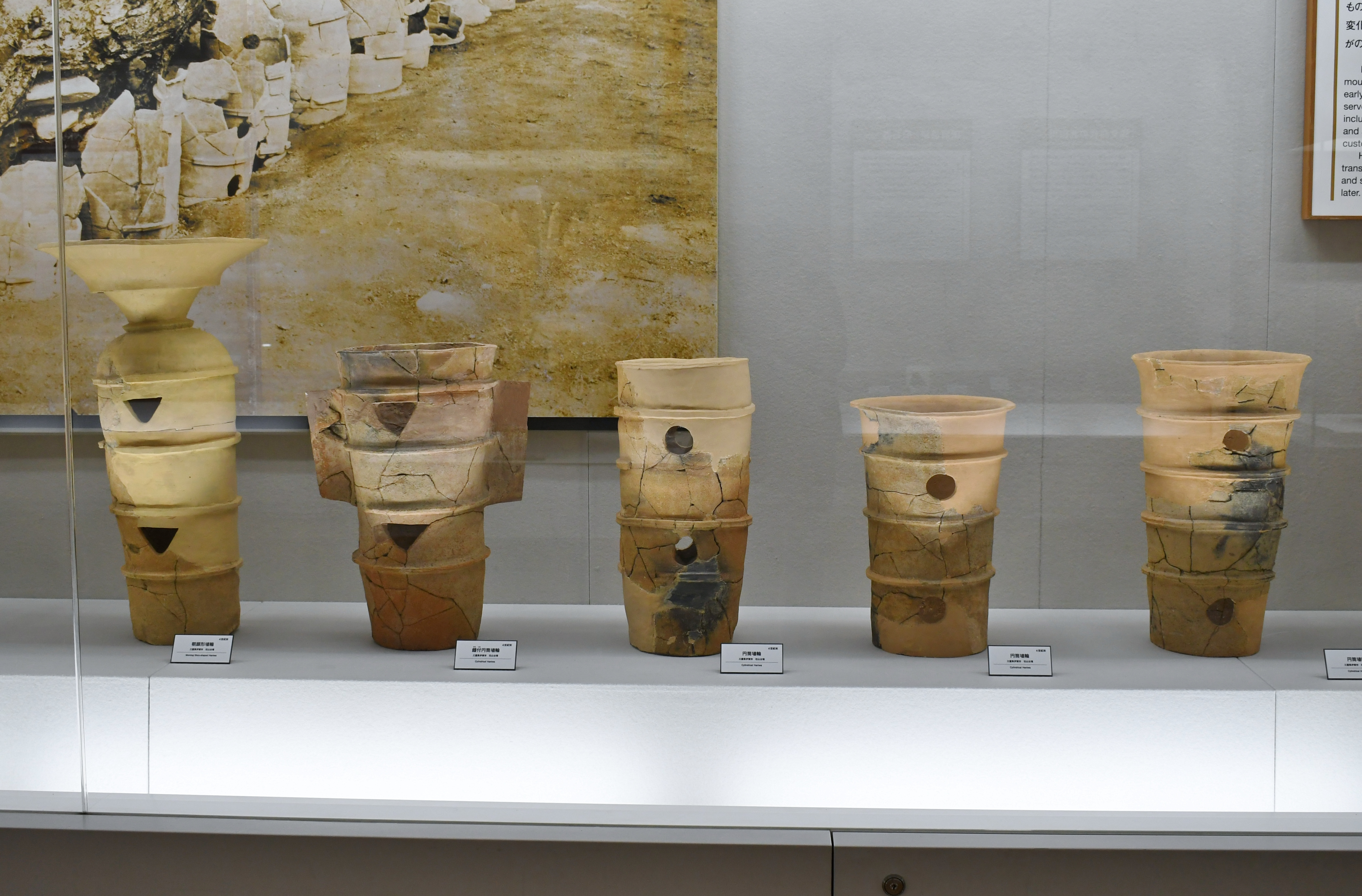
朝顔形埴輪・円筒埴輪

## 内部構造と副葬品
後円部における埋葬は、共通の墓坑内に3つ粘土槨を設け、そのそれぞれに木棺を置いている。中央の中央槨には長さ8.1メートルの割竹形木棺が置かれ、中央付近は盗掘されていたものの、その内外には小札革綴冑、農工具、鉄鏃、石製模造品巴形銅器や幾枚もの盾が副葬されていた。また、東側の東槨には長さ7.7メートルの割竹形木棺があり、その棺の内外から、巴形銅器を付けた盾、銅鏃、鉄鏃を収めた靫、玉類、石製模造品、内行花文鏡、櫛、鉄鏃、剣、長方板革綴短甲、草摺、弓、多数の石製模造品、臼玉、農工具類が出土している。西側の西槨には長さ3.7メートルの箱式木棺が納められ、その内外に鍬形石13点、車輪石44点、石釧13点の他、琴柱形石製品、臼玉、紡錘車形石製品、勾玉、素環頭大刀と剣各1本、槍2本が副葬されていた。

## 3つの槨の被葬者像
中央槨と東槨には石製腕飾類は1点も見られず、おびただしい武器、武具類が納められていたのに対し、西槨には、武器類は僅かであるが、大量の石製腕飾類が納められており大きな差違が認められる。このことから、中央と東の被葬者は政治的、軍事的役割をもつ首長であり、西側の被葬者は呪術・宗教的役割をもつ首長と理解できる。。